# 小行星5206
小行星5206（英語：5206 Kodomonomori）是一颗围绕太阳公转的小行星。1988年3月7日，Y. Oshima在静冈县发现了此天体。
这颗小行星的绝对星等为132.5762148812967等。